# Wegkreuz (Frauenroth, An der Klostermauer)

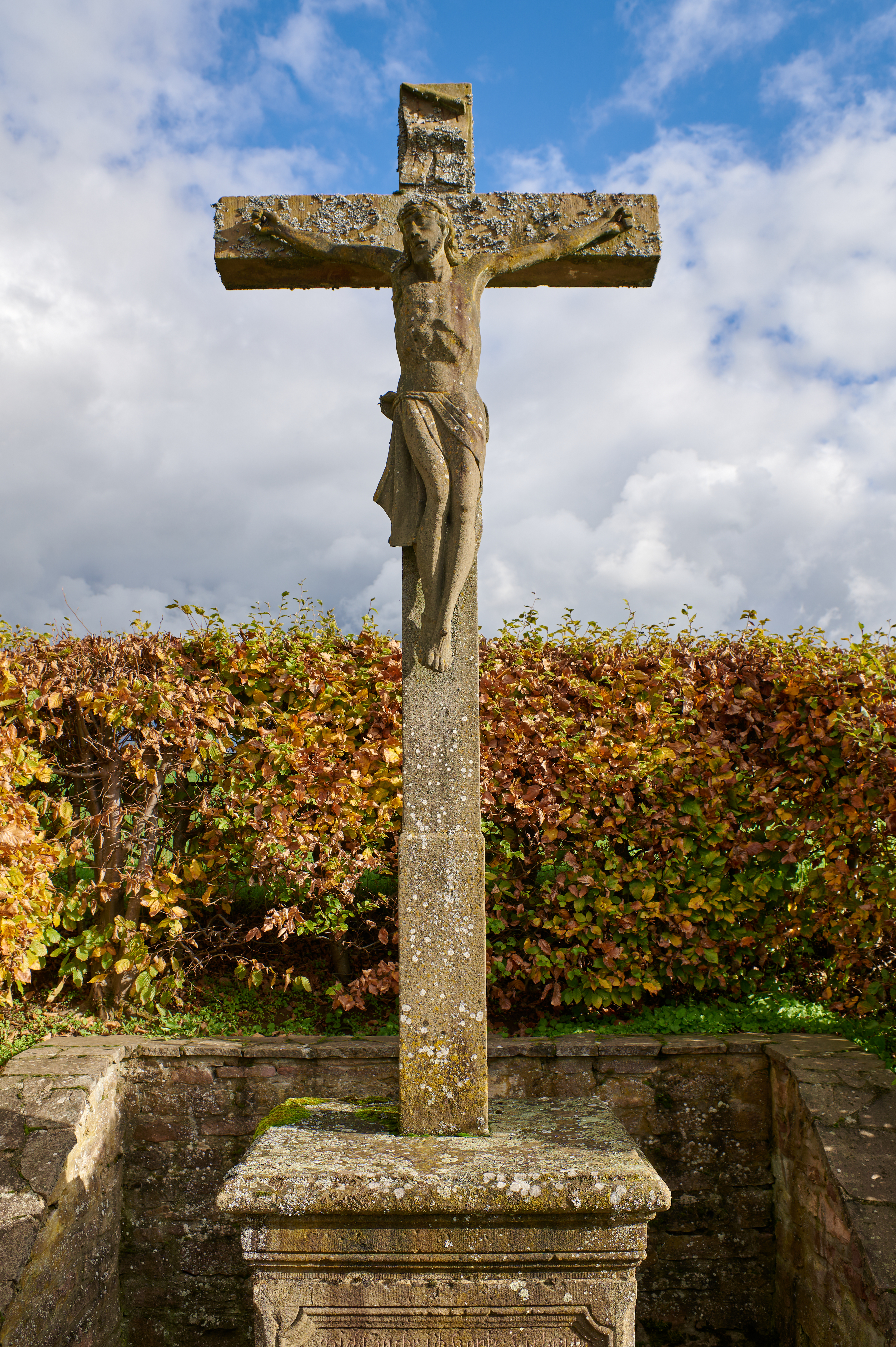
Bildstock in Frauenroth in An der Klostermauer

Das Wegkreuz An der Klostermauer ist ein Flurdenkmal in Frauenroth, einem Gemeindeteil im Markt Burkardroth im unterfränkischen Landkreis Bad Kissingen. Er befindet sich in der Straße An der Klostermauer am alten Toreingang zum Kloster Frauenroth. Der Bildstock gehört zu den Baudenkmälern von Burkardroth und ist unter der Nummer D-6-72-117-16 in der Bayerischen Denkmalliste registriert.

## Beschreibung
Das 435 cm hohe Wegkreuz besteht aus gelbem Sandstein und entstand im Jahr 1776.
Das Wegkreuz besteht aus einem zehnteilig zusammengesetzten 135 cm hohen Sockel, einem dreiteiligen Kreuz mit Korpus und einer INRI-Inschrift. das 20 cm hohe Zementfundament ist in den Boden versenkt. Die 14 cm hohe Bodenplatte des Sockels hat die Maße 100 cm × 96 cm, ist oben profiliert und zum 71 cm hohen Sockelprisma (Maße: 88 cm × 88 cm) hin eingezogen. Oben befindet sich eine 27 cm hohe Abschlussplatte. Sie ist profiliert aus Falz, Wulst, Platte, Falz und großem Wulst und kragt auf 110 cm × 97 cm vor.
Der 77 cm hohe Schaftsockel hat die Maße 23 cm × 20 cm. Der Kreuzschaftquerschnitt beträgt 20 cm × 21 cm. Das etwa 3 m hohe Kreuz trägt einen Korpus von etwa 125 cm und Querbalken von je 55 cm Länge.
Die Sockelinschrift in Fraktur lautet:

„nicht mehr ich konnte Lieben tich

O mensch wie liebst hingegen mich

sieh o mensch und denck daran

dis haben deine sünd gethan

eva Silvertin stifterin dises

creutz Anno 1776“

Im Jahr 1992 wurde das Wegkreuz im Rahmen der Dorferneuerung renoviert.